# Zeche Gabe Gottes (Sprockhövel)
Die Zeche Gabe Gottes in Sprockhövel im Stadtteil Haßlinghausen ist ein ehemaliges Steinkohlenbergwerk. In den Jahren 1737, 1754 und 1755 sowie im Jahr 1808 war die Zeche Gabe Gottes die größte Zeche im Märkischen Bergbaurevier. In der Mitte des 18. Jahrhunderts war die Zeche Gabe Gottes das größte Bergwerk im Revier Sprockhövel.

## Geschichte
Am 14. Juli des Jahres 1670 wurde ein Längenfeld verliehen. Im Jahr 1681 war die Zeche nachweislich in Betrieb. Im Jahr 1737 waren 22 Bergleute auf der Zeche Gabe Gottes beschäftigt. Als Gewerken waren die Erben Stock und Scherenberg eingetragen, Schichtmeister auf dem Bergwerk war Peter Scherenberg. Im Jahr 1754 war Schacht Rudolph in Betrieb, der Schacht befand sich im Bereich der heutigen Straßen Am Bunne und Zum England. Beim Schacht Rudolph handelte es sich um einen gebrochenen Schacht. Der Schacht war im oberen Teil 26 Meter seiger und in der weiteren Teufe 27 Meter tonnlägig dem Flöz folgend im Flöz Hauptflöz ausgeführt worden. Durch diese Bauweise des Schachtes umgingen die Bergleute die verbrochenen Grubenbaue im oberen Teil des Grubenfeldes, in denen bereits früher abgebaut worden war. Gemäß den Aufzeichnungen des Amtes Wetter waren im Jahr 1755 Henrich Peter Scherenfeld und Jörgen Nölle als Schichtmeister auf dem Bergwerk tätig. Gewerke waren die Erben Stock und Scherenberg. In den Jahren 1761 und 1762 war die Zeche nachweislich in Betrieb. Im Jahr 1823 wurde das Grubenfeld der Zeche Gabe Gottes durch den Stock & Scherenberger Erbstollen gelöst. Auf dem Bergwerk wurden Fettkohlen abgebaut, die zu reinsten und fettesten der gesamten Lagerstätte zählten. Diese Kohlen hatten eine eisen graue Farbe mit halb metallischem Glanz und ein besonders geringes spezifisches Gewicht. Im Jahr 1841 lag das Bergwerk schon längere Zeit still. Etwa um das Jahr 1846 gehörte die Zeche Gabe Gottes bereits zur Stock & Scherenberger Hauptgrube.

## Heutiger Zustand
Von der Zeche Gabe Gottes ist heute nur noch wenig erhalten. Noch gut sichtbar ist die Pinge des Schachtes Rudolph. Die Pinge ist in Sprockhövel-Hasslinghausen etwa 50 Meter südlich der Straße Am Bunne. Neben der Pinge befindet sich die Halde der Zeche Gabe Gottes.